# Rodrigue de Cordoue
Rodrigue de Cordoue ou saint Rodrigue est un prêtre mozarabe de Cordoue du IXe siècle, vénéré comme l'un des martyrs de la ville, et commémoré par l'Église catholique le 13 mars. 

## Hagiographie
Rodrigue est ordonné prêtre à Cabra, dans une Espagne occupée par les musulmans durant le haut Moyen Âge. Il a deux frères : l'un musulman, l'autre prétendant être chrétien mais sans véritable conviction. Une nuit, alors qu'il tente de contrôler une dispute entre eux et de les séparer, il s'en prennent à lui et il est battu par les deux au point de sembler mort. 
L'un des frères s'enfuit par peur des conséquences, et l'autre, le musulman, le dépose dans une civière et le transporte dans les rues arguant à plusieurs connaissances que Rodrigue venait juste d'apostasier sa foi chrétienne avant de se retrouver dans cet état, et que s'il devait mourir il le ferait donc en musulman. Mais peu de temps après avoir été ramené à leur domicile, Rodrigue, qui a entendu son frère mentir sans pouvoir réagir, préfère quitter les lieux. 
Plus tard, il revient à Cordoue habillé en prêtre. Le découvrant ainsi, son frère musulman part l'accuser auprès du cadi d'être retourné au christianisme après avoir déclaré appartenir à l'islam - un délit d'apostat passible de la peine de mort, même si les chrétiens eux-mêmes étaient tolérés. Il est alors arrêté et mis en prison par les autorités dans l'attente de faire le point sur la situation.  
Face aux autorités, Rodrigue affirme sans hésitation sa place de prêtre et nie avoir embrassé l'islam, ce qui déplait fortement au cadi qui le maintient captif. En prison il fait la rencontre de Salomon, enfermé pour une affaire similaire, et avec qui il devient proche, priant ensemble et se préparant à l'éventualité du martyre. Le cadi décide alors de prolonger leur détention dans le but de les faire fléchir, mais voyant qu'elle n'a pas d'effet favorable, il les sépare, mais ils restent toujours stoïques.   
Le 13 mars 857, ils sont alors condamnés à mort, décapités et jetés dans le fleuve Guadalquivir. Cette journée est célébrée par l'Église catholique en leur honneur, et tous deux font partie de la liste des martyrs de Cordoue.

### Reliques
Selon le récit de saint Euloge, le martyr Salomon aurait révélé en rêve à un prêtre que son corps se trouvait « sur la rive du fleuve, près de l'endroit qu'on appelle "place des Nymphes" ». Retrouvé une vingtaine de jours plus tard, il a été déposé au monastère de San Ginés dans le quartier du Tercios. Celui de Salomon, découvert un peu plus tard, fut placé à la basilique du monastère des Saints-Cosme-et-Damien. L'auteur situe le monastère de San Ginés à l'ouest de la médina.       
Rodrigue est toujours vénéré à Cordoue et Cabra où un couvent et un hôpital, fondés au XVIe siècle, ont porté son nom. Depuis 1981, il existe aussi à Cabra la confrérie de saint Rodrigue martyr.